# AllSides

AllSides logotyp

AllSides är ett amerikanskt företag som bedömer politisk bias hos framträdande engelskspråkiga medier. På sin webbsida presenterar de olika versioner av liknande nyhetshändelser från källor på internet som befinner sig på olika positioner på vänster–höger-skalan för att läsare ska ta del av nyheter utanför sin filterbubbla.
AllSides har bedömt över 1400 nyhetskällor på en skala från -6 till +6 och efter det delat in dem i fem kategorier:
|         | Left (vänster)                                                                  | Leans left (något vänster)                                                                                     | Center                                                  | Leans right (något höger)                                                                   | Right (höger)                                                        |
| ------- | ------------------------------------------------------------------------------- | --- | ------------------------------------------------------- | ------------------------------------------------------------------------------------------- | -------------------------------------------------------------------- |
| Värde   | mellan -6 och -3                                                                | mellan -3 och -1                                                                                               | mellan -1 och +1                                        | mellan +1 och +3                                                                            | mellan +3 och +6                                                     |
| Exempel | The Atlantic, Huffington Post, The Intercept, MSNBC, The New Yorker, Slate, Vox | ABC, AP, Bloomberg, CBS, CNN, The Guardian, NBC, The New York Times, NPR, TIME, The Washington Post, USA Today | BBC, Forbes, Newsweek, Reuters, The Wall Street Journal | The Dispatch, The Epoch Times, National Review, New York Post, Reason, The Washington Times | Breitbart, Daily Mail, Daily Wire, The Federalist, Fox News, Newsmax |

AllSides noterar att bedömningen inte avser tillförlitlighet eller trovärdighet utan bara perspektiv, samt att AllSides inte delar uppfattningen att ett media skulle vara mindre trovärdigt för att det är mer vänster eller höger.
AllSides undersöker även politisk bias hos mediers faktagranskande verksamheter.
Resultatet publiceras under en Creative Commons-licens (BY-NC-4.0).

## Metod
AllSides använder en "multi-partisan" metod som först utvecklades av Timothy Groseclose och hans samarbetspartner Jeffrey Milyo.
Två redaktionsmedlemmar med olika politiska bias hämtar artiklar från mediers nyhetssidor. Texterna, men inte deras ursprung, presenteras för volontärer som sedan bedömer bias i texterna.
Dessa bedömningar, tillsammans med recensioner som utförs av redaktionsmedlemmar, vägs samman med ungefär lika vikt.
AllSides använder resultaten för att sammanfatta mediabias för populära nyhetskällor i en karta där nyhetskällorna kategoriseras efter sin bias. Omvärderingar kan göras baserat på återkoppling från volontärer.
Kelly McBride som är expert på journalistiketik och Tim Groeling som är professor i kommunikation vid University of California, Los Angeles har berömt metoden som används för att bedöma bias. McBride tillade att andra faktorer, som möjlighet till ansvarsutkrävande samt tillförlitlighet, skulle ge bättre inblick i vilka källor som är bäst.

## Om centerbias
En vanlig missuppfattning är att centerbias är bättre än vänster- eller högerbias.
AllSides skriver att en centerbias inte betyder att källan för den sakens skull är bättre eller neutral eller saknar bias, och att en källa med vänster- eller högerbias inte nödvändigtvis betyder att den är extrem eller har fel eller är oresonlig. Centerbias betyder bara att källan inte på ett förutsägbart sätt publicerar innehåll som lutar åt varken vänster eller höger. En källa med centerbias kan utelämna viktiga perspektiv. AllSides menar att bara ta del av medier med centerbias inte ger läsaren en heltäckande bild och att det är viktigt att själv balansera sitt nyhetsintag från medier från olika delar av spektret. AllSides tillhandahåller därför ett nyhetsflöde som presenterar samma nyhet från olika perspektiv.
Källor med centerbias kan vara svåra att identifiera och är sällan helt centrerade. De bör därför ibland hellre betraktas som något av center-vänster eller center-höger.

## Bakgrund
AllSides grundades 2012 av John Gable och Scott McDonald. Gable har tidigare arbetat som politisk tjänsteman inom det republikanska partiet och som chef på Netscape. McDonald har tidigare arbetat som mjukvaruutvecklare.

## Ekonomi
AllSides tjänar pengar genom medlemskap, donationer, kurser och reklam.

## Övrigt
AllSides har samarbetat med Joan Blades för att lansera AllSides for Schools, och har samarbetat med andra organisationer för att tillhandahålla program som Mismatch vilket är en plattform för att möta användare med andra politiska ståndpunkter.